# بتسلئيل رفيف
بتسلئيل رافيف (بالعبرية: בצלאל רביב) مولود في طبريا، إسرائيل في 21 جويلية 1979 هو مغني و ملحن إسرائيلي في موسيقى مزراحي اليهودية الشرقية.يفتخر بأصوله التونسية مصدرا أغنيته الشهيرة تونس معبرا عن تقديره للعالم العربي 	.